# Август Милчев
Август Маринов Милчев е български офицер, генерал-лейтенант.

## Биография
Роден е на 1 май 1903 г. в Плевен в семейството на дългогодишния директор на плевенската гимназия Марин Милчев. През 1921 г. завършва гимназия в Плевен. Започва работа като бояджия, тъй като не може да си позволи да учи в университет. Влиза в разузнавателна група на БКП под ръководството на Коста Първанов, която има за цел да наблюдава скриването на оръжието от разпуснатите, съгласно Ньойският мирен договор полкове. Участва в съпротивата срещу деветоюнският преврат в отряда на фелдфебел Кольо Венков, а след разгрома му преминава в нелегалност и заминава за София. На следващия месец е изпратен в СССР, като първоначално пътува до Берлин, а от там към Москва. От 1923 г. е член на БКП. В СССР работи в бирена фабрика, а след това завършва 4-то разузнавателно управление на Червената армия в частите за особено назначение (ЧОН) в Томск. От 1924 до 1929 г. учи във Военномедицинската академия в Москва и е произведен в чин капитан при завършването. Започва работа в окръжната болница в Самара (1929 – 1930). От 1930 г. е старши полкови лекар в град Чапаевск с чин майор. Остава на този пост до 1933 г., като междувременно е произведен в подполковник. От 1934 г. е последователно старши полкови лекар в жп полк, санитарен военен инспектор (до 1936). Между 1936 и 1938 г. е началник на военносанитарната служба на НКВД в Приволжкия окръг с чин „комбриг“ (равнозначно на генерал). През 1938 г. се премества в Железноводск, където става началник на санаториума „Ударник“ и консултант по урология.
Нападението на германците на СССР го заварва в града. Милчев е мобилизиран като военен лекар втори ранг (подполковник) и началник и главен хирург на военна евакуационна болница. През август 1942 г. той евакуира болницата в Налчик, а от там в Казахстан, за което е награден с орден „За отбрана на Кавказ“. Работи в Областната болница в Кара Кастек. От 1943 г. е началник на военната болница и санаториума за инвалиди от войната в Железноводск. За участието си във Втората световна война е награден с орден „За победата над Германия във Великата отечествена война“. През август 1945 г. се завръща със семейството си в България. Там получава звание полковник става дивизионен лекар на втора пехотна тракийска дивизия. От февруари 1946 е началник на Общовойсковата болница в София. Между февруари и юни 1950 г. е началник на медицинския отдел на българската армия. През 1951 г. е назначен за началник на тила на българската армия до 1954 г. Същевременно е заместник-министър на народната отбрана по тила. От 1951 г. е член на Главния военен съвет. В периода март 1954-април 1958 г. е военно аташе в посолството на НРБ в Москва. След това преминава на разпореждане на министъра на отбраната. Излиза в запаса през 1959 г. Признат е за активен борец против фашизма и капитализма и достига до чин генерал-лейтенант от българската армия. Умира на 4 юни 1965 г. в София.

## Военни звания
- Капитан от съветската армия (1929)
- Майор от съветската армия (1930)
- Подполковник от съветската армия (1933?)
- Комбриг от съветската армия (1936)
- Полковник от българската армия (1945)
- Генерал-майор (1950)
- Генерал-лейтенант (януари 1953)